# 宗貞國

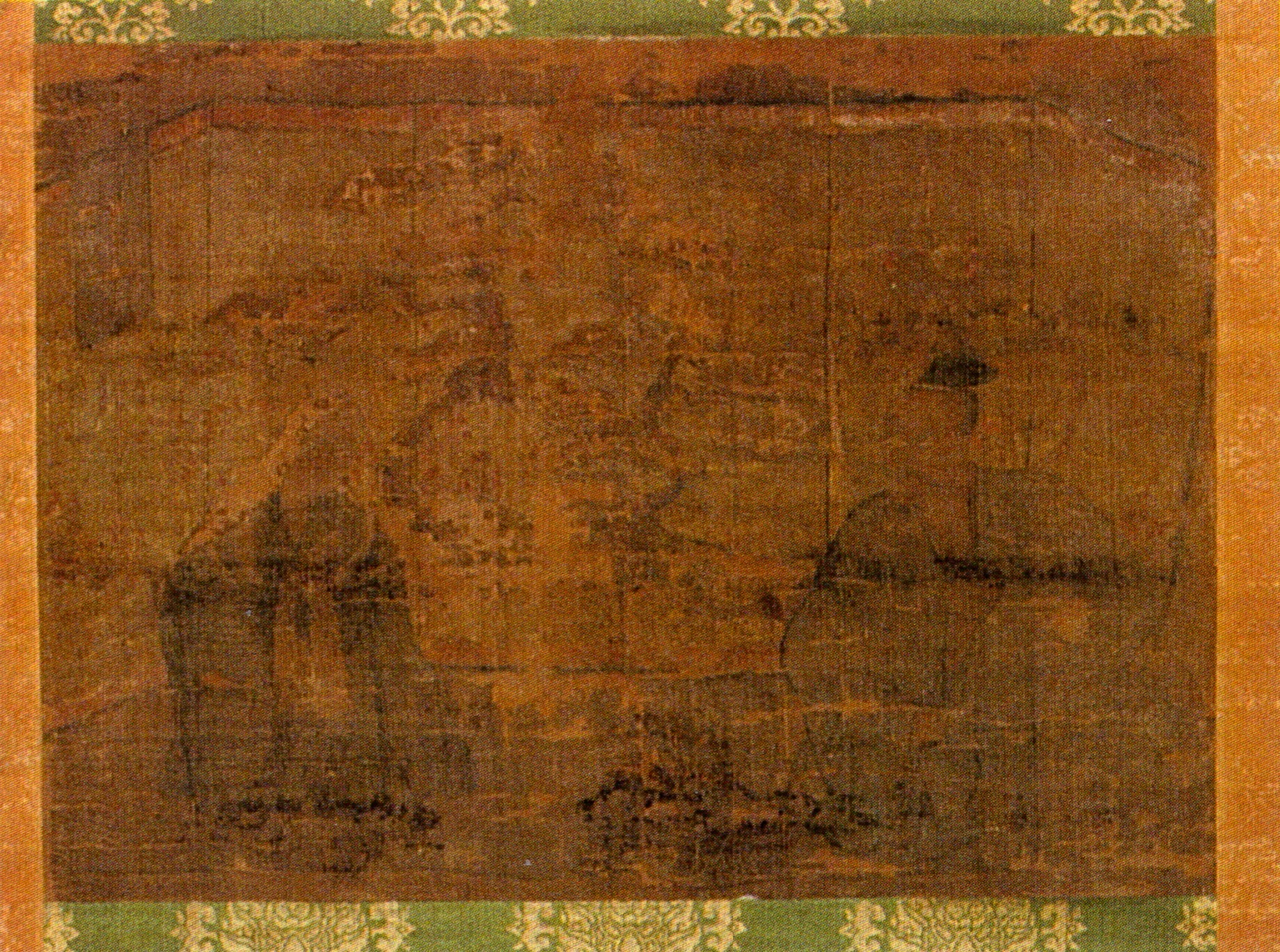
宗贞国夫妻像

宗貞國（1422年—1494年8月18日），幼名彥七，日本室町時代中期至戰國時代武將，對馬國守護大名，宗氏第11代當主，官位刑部少輔。
他是第9代當主宗貞盛之弟宗盛國次子，後被第十代當主宗成職過繼為養子。1468年成職死後繼為家督，與此同時宗氏一族分裂，貞國一族大半服從他在對馬國的支配權。1492年宗貞國隱居把家督之位讓予宗材盛，1494年死去，享年73歲。